# Izabela Moszczeńska-Rzepecka

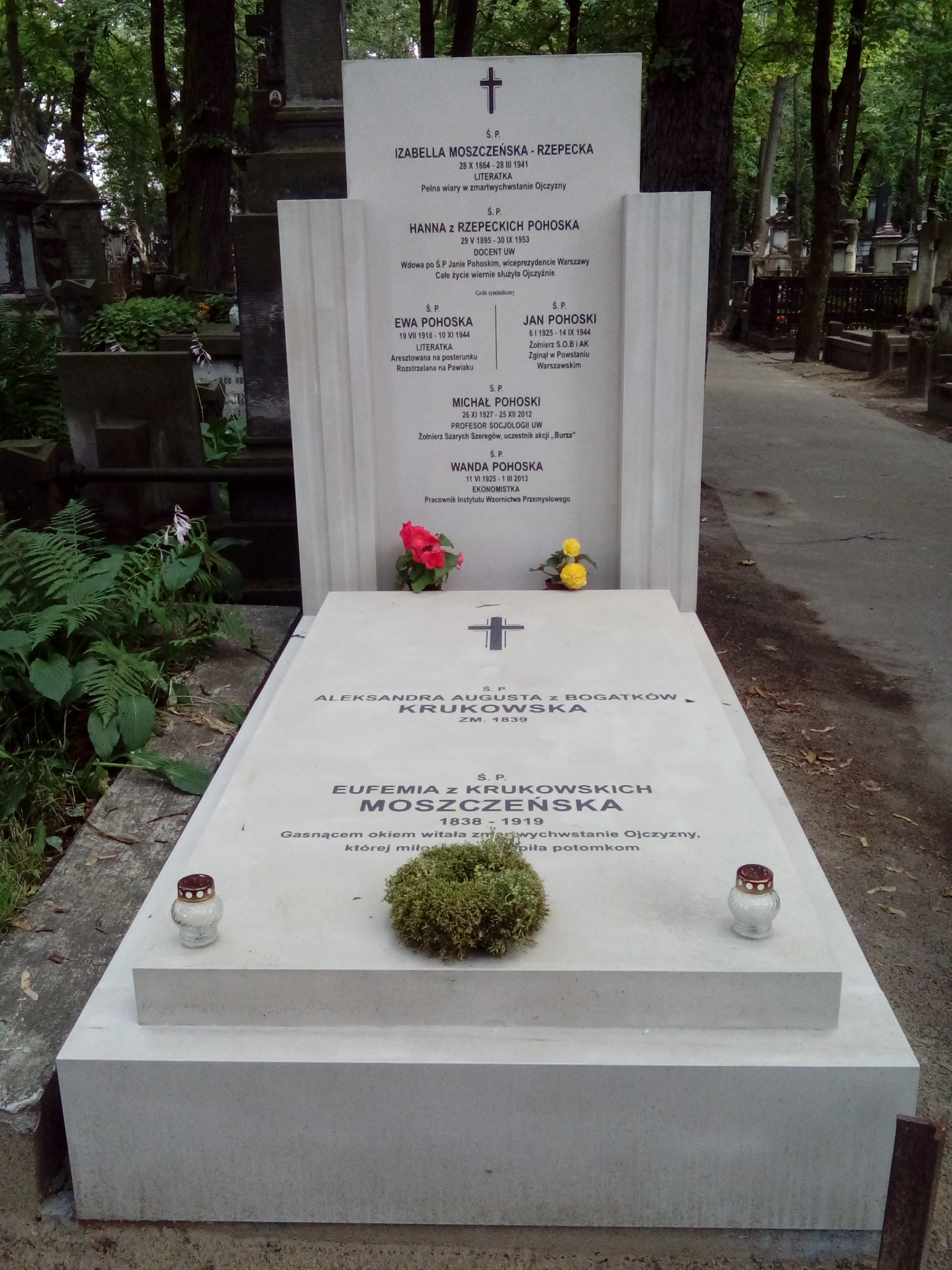
Grób Izy Moszczeńskiej-Rzepeckiej na cmentarzu Powązkowskim

Iza Moszczeńska-Rzepecka pseudonim B., Bell, Izydor Brzękowski, Dora i in.(ur. 28 października 1864 w Rzeczycy, zm. 20 marca 1941 w Warszawie) – publicystka, rzeczniczka emancypacji kobiet, feministka i działaczka społeczna, założycielka i prezeska Ligi Kobiet Polskich Pogotowia Wojennego.

## Życiorys
Otrzymała wykształcenie domowe, a w latach 1878-80 ukończyła piątą i szóstą klasę (nielegalnie) na pensji Jadwigi Sikorskiej w Warszawie. Z powodu trudności finansowych rodziców musiała przerwać edukację szkolną. Później odbyła kurs malarski u Wojciecha Gersona (1882) oraz studiowała na "Uniwersytecie Latającym". W majątku ziemskim rodziców w Rzeczycy uczyła dzieci miejscowych chłopów. Od 1885 zamieszczała recenzje książek i sztuk teatralnych oraz korespondencje w gazetach warszawskich i poznańskich.
Po śmierci ojca w 1890, który zostawił rodzinę w katastrofalnej sytuacji materialnej podjęła pracę jako nauczycielka domowa. Pracowała kolejno najpierw u Radziwiłłów w Nieświeżu (1890-1891) a potem u Wertheimów w Warszawie (1891). Od jesieni 1891 prowadziła wraz z matką pensję dla dziewcząt w Warszawie. Faktycznie realizowano w niej program żeńskiej szkoły średniej. Jednocześnie zarabiała tłumaczeniami książek z zakresu wychowania oraz prowadząc wykłady z zakresu pedagogiki w innych pensjach. Od 1893 współpracowała z "Przeglądem Pedagogicznym" - zamieszczając w nim własne prace.
Po wyjściu za mąż w czerwcu 1894 za Kazimierza Rzepeckiego przeniosła się do Poznania, gdzie jej mąż objął po swym ojcu redakcję "Gońca Wielkopolskiego". W tym okresie współpracowała także z "Przeglądem Poznańskim" oraz warszawskim "Przeglądem Tygodniowym". Działała także w poznańskich organizacjach kobiecych m.in. w stowarzyszeniu oświatowym "Warta" oraz w "Czytelni dla Kobiet" - w obu tych organizacjach propagowała równouprawnienie kobiet i nowoczesne poglądy na temat wychowania dzieci. W 1896 uczestniczyła w międzynarodowym kongresie kobiecym w Berlinie.
Z powodu działalności żony Kazimierz Rzepecki został odsunięty od kierowania "Gońcem" przez pozostałą część rodziny i podjął pracę jako agent handlowy. W rezultacie Rzepeccy, borykali się stale z dużymi kłopotami finansowymi. W rezultacie po sprzedaży m.in. mebli przenieśli się w 1897 do Lwowa. Tu Kazimierz pracował jako redaktor nocny w Słowie Polskim" zaś Iza pisała artykuły głównie do "Kuriera Lwowskiego" i "Słowa Polskiego". Wygłaszała także wykłady o pedagogice, emancypacji kobiet i prądach literackich. Pod koniec 1889 rodzina przeniosła się do Warszawy. Tu Moszczeńska związała się bliżej z Polską Partią Socjalistyczną. Musiała także po śmierci męża w niewyjaśnionych okolicznościach w Berlinie zapewnić byt swoim dzieciom. Zarabiała głównie jako autorka prac pedagogicznych, a także jako tłumaczka dzieł psychologicznych. Współpracowała także z licznymi gazetami: m.in. z "Głosem" (1900-1904), "Poradnikiem dla Czytających Książki" (1900-1902), "Krytyką (1904-1908). Była także członkiem "Przeglądu Pedagogicznego" oraz autorką haseł do "Encyklopedii Wychowawczej" (T. VI, Warszawa 1904). W serii M. Areta Książki dla Wszystkich wydała w 1.1903-12 pięć popularnych pogadanek dla rodziców z zakresu pedagogiki, poruszając m.in. problematykę wychowania płciowego. Jako rzeczniczka emancypacji kobiet współpracowała także z "Nowym Słowem" (1902-1907) redagowanym przez Marię Turzymę.
Członkini PPS (1904-1908), ps. Dora. Współpracowała z Andrzejem Niemojewskim, z którym redagowała od marca 1904 do stycznia 1905 miesięcznik "Kuźnica". Pismo to zwalczało program narodowej demokracji i postulowało wprowadzenie pełnej autonomii dla Królestwa Polskiego oraz ideę współpracy z lewicowymi i postępowymi środowiskami w Rosji dla wprowadzenia konstytucji. Od stycznia 1905 propagatorka i współorganizatorka strajku szkolnego, współpracowała m.in. z Kołem Wychowawców. Za tę działalność 2 marca 1905 została aresztowana i osadzona w cytadeli. Po piętnastu dniach deportowano ją jako poddaną pruską z granic państwa rosyjskiego bez prawa powrotu do Imperium Rosyjskiego. Osiadła wówczas w Krakowie a następnie we Lwowie. W listopadzie 1905 powróciła nielegalnie do Królestwa Polskiego. Członkini zarządu Związku Polskich Nauczycieli i Nauczycielek Królestwa Polskiego, od 1906 współpracowała z miesięcznikiem Nowe Tory. Była jedną z współorganizatorek polskiego szkolnictwa prywatnego, propagując nadanie wychowaniu młodzieży charakteru świeckiego. Interesowała się także oświatą dla dorosłych. Działała m.in. w Uniwersytecie dla Wszystkich, będąc członkiem jego Komitetu Naukowego oraz współorganizatorką sekcji pedagogicznej. Współpracując z Ludwikiem Krzywickim prowadziła także wykłady w Stowarzyszeniu Kursów dla Analfabetów Dorosłych. Po uzyskaniu w początkach 1907 legalizacji swego pobytu w Warszawie prowadziła zajęcia dla freblanek. W marcu 1908 aresztowana, do kwietnia przebywała w areszcie w Ratuszu. Następnie pracowała w redakcji "Prawdy" (1908-1909) i pisała do "Nowej Gazety" i "Kuriera Porannego". W latach 1909–1913 uczestniczyła w pracach Towarzystwa Kultury Polskiej.
Od 1910 współpracowała z tworzącym się w Galicji ruchem irredentystycznym skupionym wokół PPS-Frakcji Rewolucyjnej i Józefa Piłsudskiego. Za umieszczenie w piśmie "Odrodzenie", artykułu Błogosławieni cisi, który dotyczył ograniczeń autonomii Finlandii została oskarżona o nieprawomyślność i po długim procesie skazana w marcu 1912 na rok twierdzy. Ukrywała się wówczas w Radzyminie, ale gdy we wrześniu powróciła do Warszawy została aresztowana i osadzona w więzieniu na Pawiaku - na jego kobiecym oddziale tzw. Serbii. Ostatecznie wypuszczono ją z więzienia 6 marca 1913. Powołała wówczas wraz Heleną Ceysingerówną i Jadwigą Marcinowską i została pierwszą prezeską Ligi Kobiet Polskich Pogotowia Wojennego. Od grudnia 1913 współpracowała także z lwowskim środowiskiem postępowców skupionych wokół Hipolita Śliwińskiego i Władysława Sikorskiego. Od maja 1914 była inicjatorką a następnie czołową działaczką Związku Patriotów w Warszawie. Od czerwca 1914 jako delegatka ZP uczestniczyła w pracach Komisji Skonfederowanych Stronnictw Niepodległościowych.
Po wybuchu I wojny światowej z inicjatywy Józefa Piłsudskiego uczestniczyła w pracach Komisariatów Wojskowych Rządu Narodowego, m.in. w Kielcach (sierpień- wrzesień 1914). Członkini Rady Polskiej Organizacji Narodowej obok Witolda Jodki-Narkiewicza i Michała Sokolnickiego. Z jej inicjatywy powstały wówczas nowe koła Ligi Kobiet PW w Kielcach, Łodzi, Piotrkowie, Radomsku, Częstochowie, Dąbrowie Górniczej, Zawierciu, Będzinie i Sosnowcu. Od początku listopada 1914 pracowała w Biurze Prasowym Departamentu Wojskowego Naczelnego Komitetu Narodowego kierowanym przez Stanisława Kota. Wraz z nim powróciła do Królestwa Polskiego najpierw do Sławkowa a potem do Piotrkowa Trybunalskiego. Działaczka Zjednoczenia Organizacji Niepodległościowych. Po zajęciu Warszawy przez Niemców powróciła tam, pracując nadal jako emisariuszka DW NKN. Tu włączyła się z powrotem w działalność Ligi Kobiet PW. W czasie narastających rozbieżności wśród irredentystów oraz sporu pomiędzy Józefem Piłsudskim a Władysławem Sikorskim opowiedziała się po stronie tego ostatniego. Próbowała wówczas podporządkować Ligę Departamentowi Wojskowemu NKN. Ostatecznie przegrała tę batalię na zjeździe w Piotrkowie gdy większość delegatek opowiedziała się za współpracą z Centralnym Komitetem Narodowym i uznała za najwyższy autorytet polityczny Józefa Piłsudskiego. Ostatecznie za Moszczeńską opowiedziały się delegatki dwóch kół warszawskich na sześćdziesiąt wówczas działających. Owa mniejszość kontynuowała dotychczasową działalność jak LK PW "A". Wśród działaczek odrzucających jej linię polityczną znalazła się także jej córka. Politycznie związana w tym okresie z prawym skrzydłem aktywizmu działała w ramach Ligi Państwowości Polskiej, a po rozłamie w LPP związała się z Centrum Narodowym. Współpracował także z piotrkowskimi "Wiadomościami Polskimi". Otwarcie atakowała wówczas zarówno Józefa Piłsudskiego jak i wspierające jego politykę reprezentacje polityczne CKN a potem Komisję Porozumiewawczą Stronnictw Demokratycznych. Jej List otwarty do Brygadiera Piłsudskiego, byłego członka Rady Stanu opublikowany w "Głosie" po aresztowaniu Piłsudskiego naraził ją na ostracyzm towarzyski - min. skreślono ją wówczas z listy członków Stowarzyszenia Literatów i Dziennikarzy. Uczestniczyła także w pracach na rzecz zbudowania w Królestwie Polskim jednolitego systemu szkolnego zarówno w okresie Tymczasowej Rady Stanu jak i rządów Rady Regencyjnej.
W niepodległej Polsce od 1920 pracowała w Wojskowym Instytucie Naukowo-Wydawniczym, jako tłumaczka książek o tematyce wojskowej z języka francuskiego i niemieckiego. Współpracowała także z tygodnikiem "Wiarus" i miesięcznikiem "Bellona". Była autorką recenzji i artykułów, a także broszurek historycznych dla wojska. W latach 1922–1926 była członkinią komisji oceny książek dla dzieci i młodzieży Ministerstwa Oświaty. W 1926 wykładała pedagogikę w Konserwatorium Muzycznym w Warszawie.
Politycznie, od 1922 związana była z warszawskim środowiskiem Związku Ludowo-Narodowego. Po przewrocie majowym współpracowała z pismami "Polonia" i "Placówka". W 1928 należała do Komitetu Organizacyjnego Stronnictwa Narodowego. Z ramienia Narodowej Organizacji Kobiet była w latach 1927-34 członkiem Rady Miejskiej Warszawy, gdzie należała do Koła Narodowo-Gospodarczego. W radzie była wiceprzewodniczącą komisji opieki społecznej i członkinią komisji oświatowej a także obchodu 10-lecia Niepodległości Polski. Była także stałą współpracowniczką i autorką artykułów dotyczących pedagogiki, oświaty, opieki społecznej i spraw kobiecych "Kuriera Warszawskiego". W latach trzydziestych nawiązała z powrotem współpracę z Władysławem Sikorskim i Stanisławem Kotem uczestnicząc w pracach związanych z nimi Fontu Morges. Była autorką artykułów do organów tego środowiska "Odnowy" i "Zwrotu". Od 1934 ciężko chora - doznała ataku paraliżu - mimo tego pisała nadal artykuły do prasy.
Zmarła pod okupacją niemiecką w Warszawie, została pochowana na cmentarzu Powązkowskim w grobie swej matki i babki (kwatera 17-6-30).

### Dorobek piśmienniczy Izy Moszczeńskiej
Była autorką 28 książek, oraz kilkuset artykułów w ponad pięćdziesięciu różnych czasopismach, szczególnie na łamach "Przeglądu Pedagogicznego", "Nowych Torów", "Prawdy", "Głosu" i "Kuriera Warszawskiego".
Książki:
- Cnota kobieca, Warszawa 1904
- Nasza szkoła w Królestwie Polskim, Lwów 1905
- Zasady wychowania, Warszawa 1907
- Do światła. Rzecz o znaczeniu "Uniwersytetów Powszechnych", Warszawa 1907
- Sprawa szkolna w Królestwie Polskim 1905-1910, Lwów 1911
- Pod cierniową koroną, Warszawa 1913
- {wraz z Stanisławem Thuguttem i Władysławem Studnickim) W palącej sprawie szkolnej, Warszawa 1915,
- Demokracja i szkoła, Piotrków 1916
- [pseud. Bell] O samodzielność polityki polskiej, Warszawa 1916
- Tragedia Legionów, Warszawa 1916
- [pseud. Izydor Brzęczkowski] Mistyfikacja polityczna, Lozanna 1916
- Szkolnictwo polskie wobec nowych zadań, Warszawa 1917

Tłumaczenia:
- Ellen Key Stulecie dziecka, Warszawa 1904
- William James, Pogadanki psychologiczne, Warszawa 1902
- James Sully, Dusza dziecka, Warszawa 1921
- Stephen Sheldon Colvin i William Chandler Bagley, Postępowanie człowieka, Warszawa 1927

## Rodzina i życie prywatne
Urodziła się w rodzinie ziemiańskiej, była córką Alfonsa Moszczeńskiego (1816-1890) i jego drugiej żony Eufemii z Krukowskich. Od 1894 żona Kazimierza Rzepeckiego (1866-1902). Miała z nim dwoje dzieci: córkę Hannę (1895-1953), historyczkę, żonę Jana Pohoskiego i syna Jana (1899-1983), pułkownika WP i historyka.

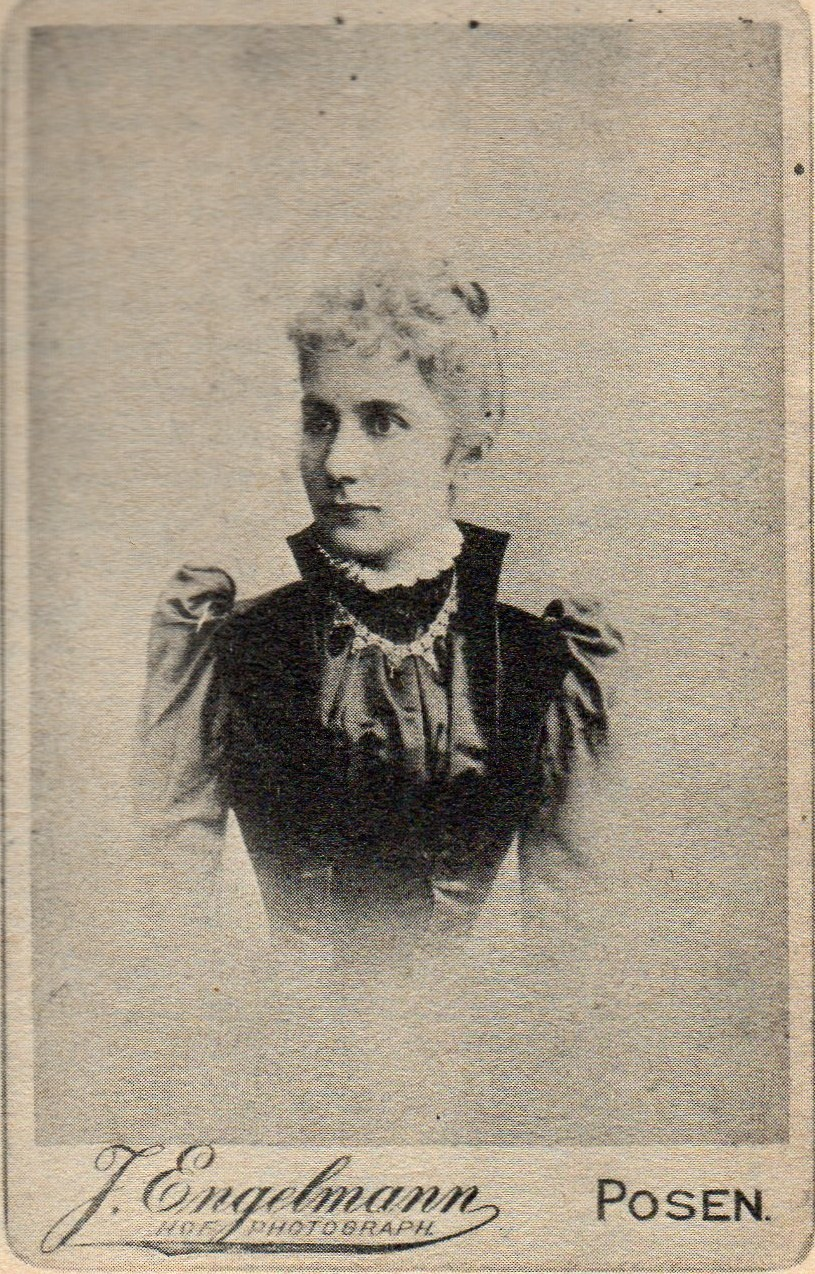
W młodych latach
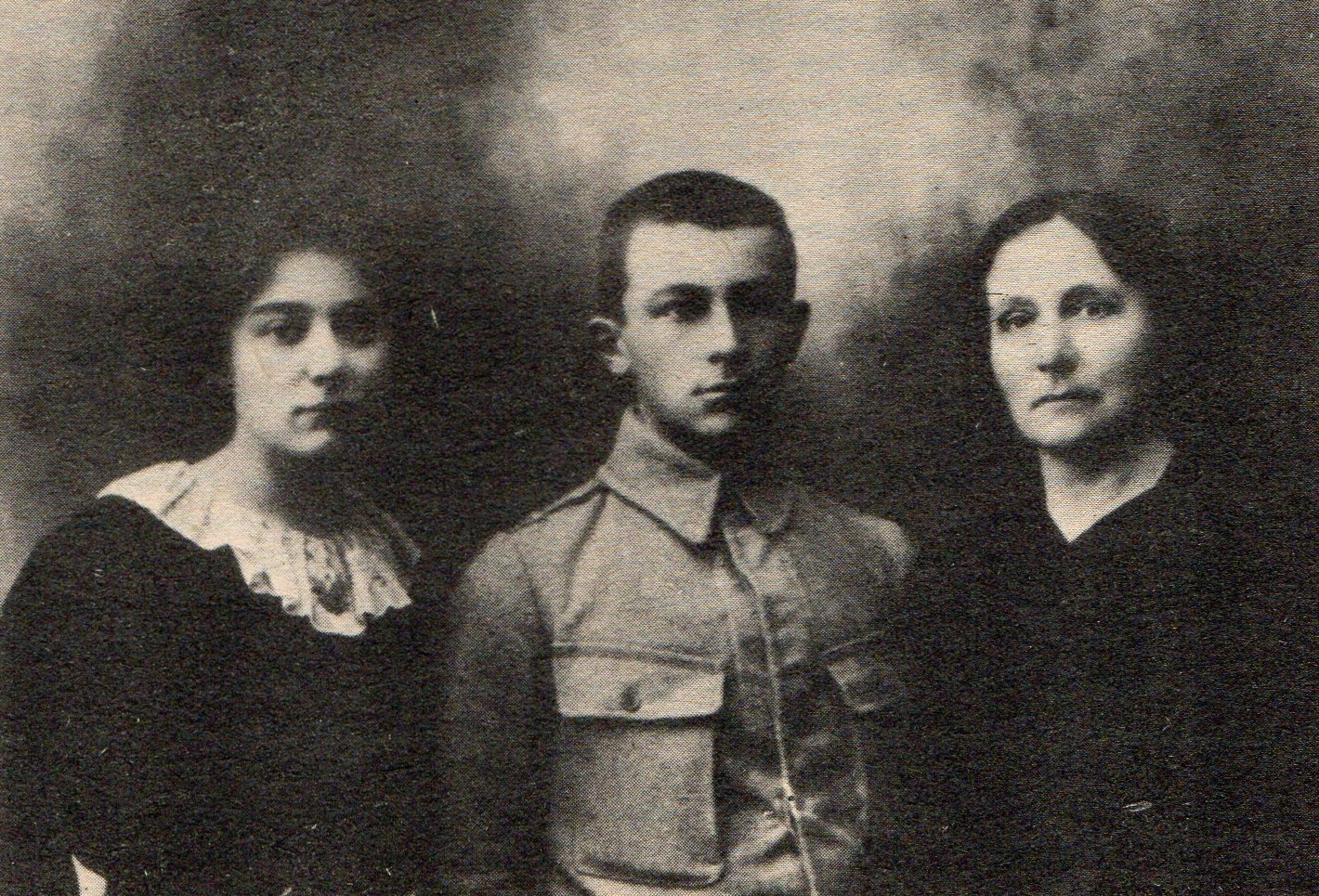
Z córką Hanną (Pohoską) i synem Janem